# 성내교회 (영주시)
성내교회(城內敎會)는 대한민국의 장로교 교회이다. 경상북도 영주시 풍기읍 성내3동에 있다.
1907년에 미국 북장로회 선교사들이 설립된 오래된 교회이다. 초기의 이름은 풍기교회였다. 일제강점기 동안 풍기 지역 기독교 전파의 산실이 되어 여러 교회를 분립시키기도 했다.
조선예수교장로회 경북노회에서 분리된 경안노회의 주축이었으며, 강병주, 임학수 등 경북 지역의 유명한 목회자들이 시무한 교회이기도 하다.
2008년에 경북 지역의 다른 교회 네 곳과 함께, 전국 최초로 교회 건물이 지역문화사랑방으로 지정되었다. 성내교회는 수 년 동안 사회복지사를 고용하여 가정폭력상담소와 노인복지센터를 비롯해 전문적인 사회교육 프로그램을 운영해 오면서, 지역 주민과 함께 하는 우수한 교회로 평가받았다.

## 연혁
- 1907년 : 교회 설립
- 1909년 : 풍기교회로 명명
- 1909년 : 예배당 건축 (초가집)
- 1914년 : 예배당 증축
- 1919년 : 영신학원 설립
- 1920년 : 당회 조직
- 1922년 : 초대 목사 강병주 부임
- 1929년 : 창락교회 분립
- 1934년 : 북문교회 분립
- 1947년 : 성내교회로 개칭
- 1952년 : 동부교회 분립
- 1953년 : 예배당 신축
- 1977년 : 교육관 신축